# Фестивальная улица (Москва)
Фестива́льная у́лица — улица в Северном административном округе города Москвы на территории районов Головинский, Ховрино и Левобережный.

## Описание
Улица начинается от Ленинградского шоссе (между Парком Дружбы и домом № 92). Общее направление — с юго-запада на северо-восток. На путепроводе через Октябрьскую железную дорогу переходит в Талдомскую улицу. Нумерация домов ведётся от Ленинградского шоссе.
Примыкания с нечётной стороны
- безымянный проезд, соединяющий её с Беломорской улицей;
- Смольная улица;
- улица Лавочкина;
- Петрозаводская улица;
- Клинская улица.

Примыкания с чётной стороны
- улица Лавочкина;
- улица Ляпидевского;
- Онежская улица;
- Зеленоградская улица.

С октября 2012 года съезд на Фестивальную улицу с Ленинградского шоссе разрешён только маршрутному транспорту.

## Происхождение названия
Название дано улице в 1964 году в память о VI Всемирном фестивале молодежи и студентов. Частично проходит вдоль Парка Дружбы, заложенного во время этого фестиваля.

## Примечательные здания и сооружения
По нечётной стороне:
- № 3 — жилой дом. Здесь жил академик С. В. Яковлев[2].
- № 9 — жилой дом. Здесь жил баскетбольный тренер Александр Гомельский[3].

По чётной стороне:
- Парк Дружбы

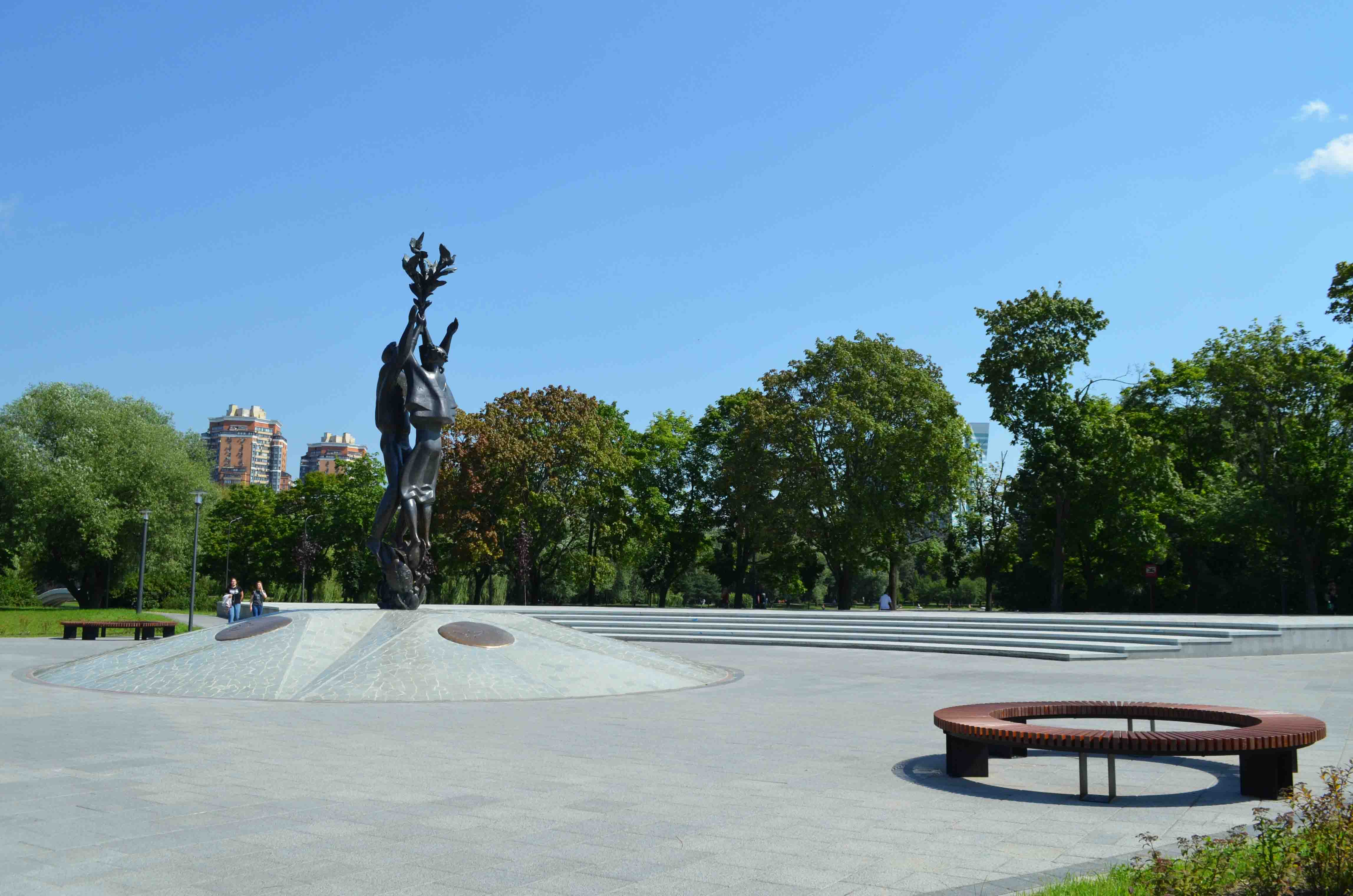
Парк Дружбы

- № 2 — Академия хорового искусства имени В. С. Попова, сквер у Академии (в 2019 году по программе «Мой район» обустроили каток, детскую и спортивную площадки, установили фонтан и столы для игры в настольный теннис)[4];
- № 2а — торговый центр «Интер-Север»;
- № 2б — торговый центр «Речной»;
- № 4 — общежитие (архитектор Н. Н. Селиванов)[5]
- № 4б — спортивный комплекс «Речной»;
- № 6 — Храм иконы Божией Матери «Знамение» в Аксиньине (1884, архитектор А. Г. Вейденбаум);
- № 46 к. 1 — библиотека № 44 им. В. Г. Короленко.

## Транспорт
На Фестивальной улице располагается станция Замоскворецкой линии московского метро — «Речной вокзал». На площади близ метро располагаются конечные остановки городских и пригородных автобусных маршрутов. Также до улицы можно добраться от станции Замоскворецкой линии московского метро — «Беломорская». Недалеко от восточного конца улицы располагается железнодорожная платформа «Грачёвская» Ленинградского направления Октябрьской железной дороги.
Городские маршруты
Автобусы 90, 173, 188, 233, 270, 284, е41, 673, 643, 745, 801, 851, 958, т58.
Пригородные маршруты
Автобусы 342, 343, 344, 345, 350, 350 м, 368, 370, 443; бесплатный автобусный маршрут до торгового центра «Капитолий».
В утренние и вечерние часы «пик» улица испытывает значительную перегрузку в связи с пересадкой большого числа пассажиров с наземного транспорта в метро и обратно. С целью нормализации пассажиропотоков неподалёку от выходов метро построен торгово-пересадочный комплекс (ТЦ «Речной»), который таковым является только на бумаге, а в реальности это обычный торговый центр. В результате, постройка ухудшила ситуацию, заполонив собой половину и так загруженной площади перед выходом из метро, причём заняла ту её часть, где находилась площадка-отстойник и посадочные остановки загородных автобусов, обслуживающих Химки и многие другие районы ближнего Подмосковья. В итоге посадочные остановки были перенесены с площади на проезжую часть Фестивальной улицы, фактически сузив её до одной полосы, а добираться до них от метро приходится по узкому тротуару мимо глухой технической стенки торгового центра.
В 2013—2014 годах построена эстакада через линию Октябрьской железной дороги, которая соединила Талдомскую и Фестивальную улицы, сократив во много раз время, которое автомобилисты тратили, чтобы попасть из района Ховрино в район Западное Дегунино.

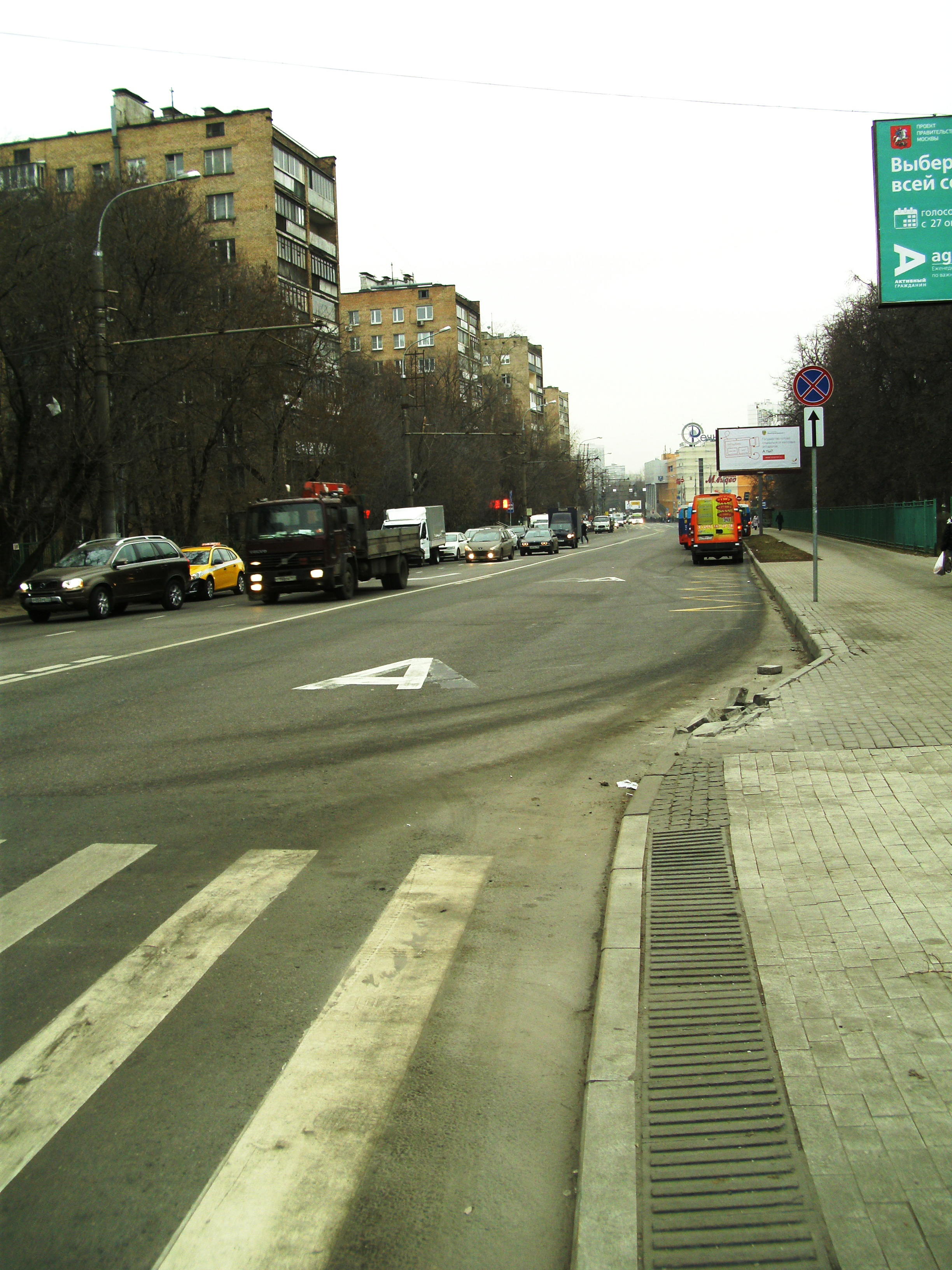
Начало улицы, примыкание к Ленинградскому шоссе
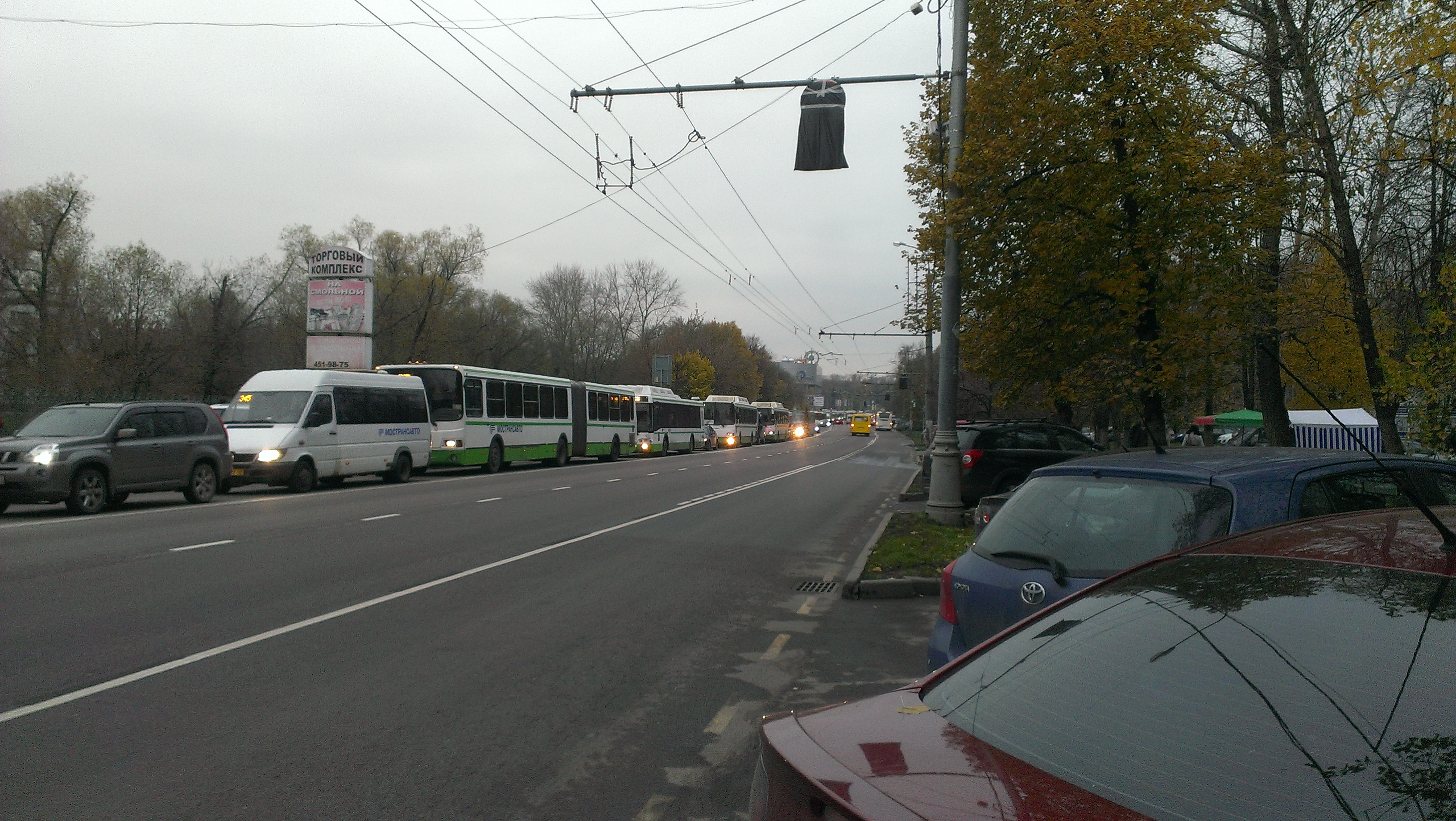
Фестивальная улица в районе пересечения со Смольной улицей.
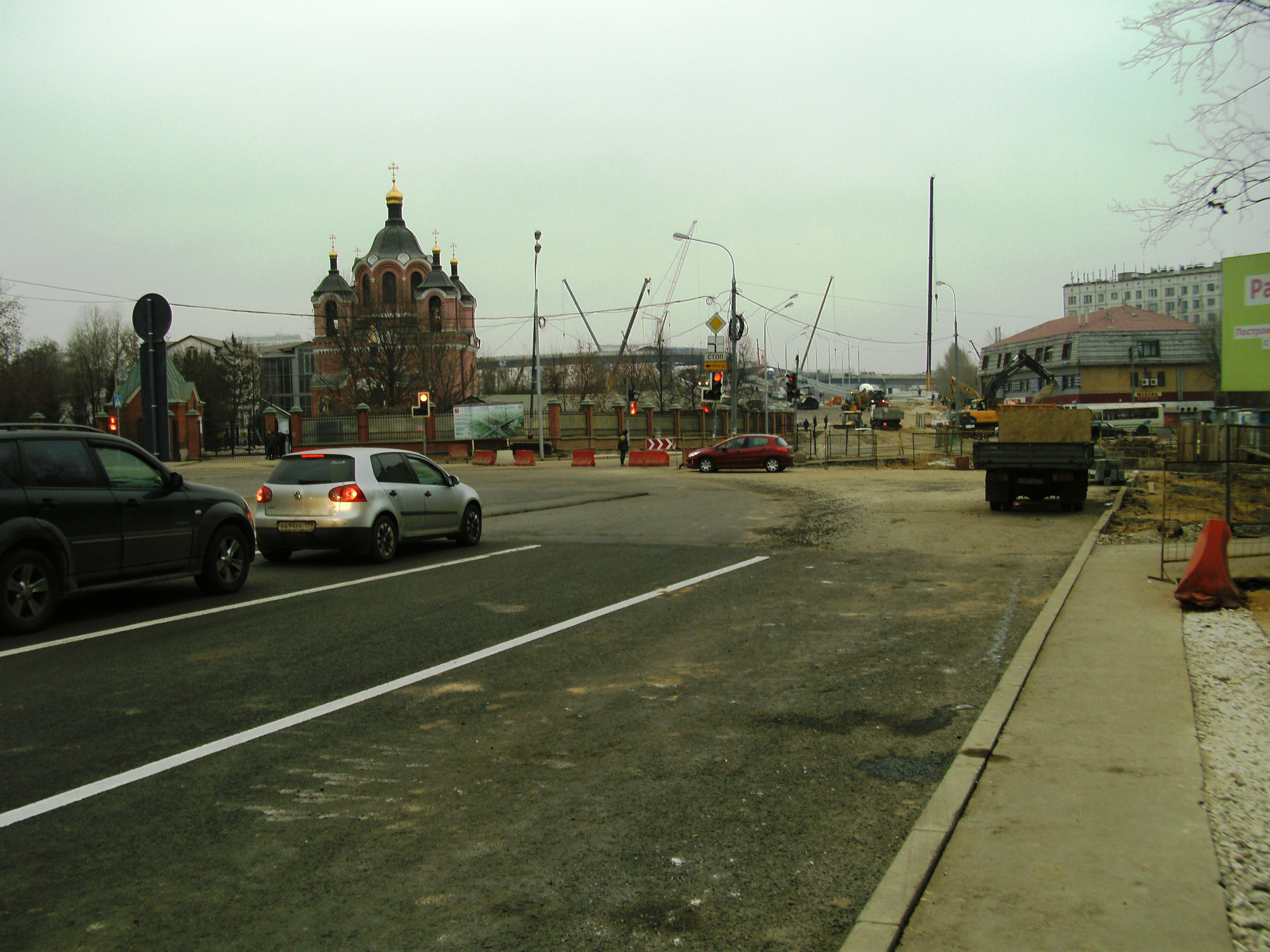
Конец улицы, примыкание Клинской улицы. На фото ещё идёт сооружение эстакады через железнодорожные пути к Талдомской улице, ныне она построена, Фестивальная улица уходит наверх через железную дорогу, превращаясь там в Талдомскую улицу.